# بعد از تفریح
بعد از تفریح (به هندی: Break Ke Baad) فیلمی محصول سال ۲۰۱۰ و به کارگردانی دانیش اسلام است. در این فیلم بازیگرانی همچون عمران خان، دیپیکا پادوکونه، شارمیلا تاگور، شاهانا گوسوامی، لیلیت دوبی ایفای نقش کرده‌اند.